# Santa Engracia del Jubera
Santa Engracia del Jubera és un municipi de la Rioja, a la regió de la Rioja Mitjana.

## Història
Santa Engracia va pertànyer durant segles a la població de Jubera, fet que es va invertir a mitjan segle xx. Aquesta última apareix citada per primera vegada al segle ix, època en la qual es converteix en plaça forta. Dos segles més tard, Jubera va formar part d'una transmissió que Estefania de Foix va fer a l'infant de Pamplona don Ferran. En el segle xiii, el castell de Jubera va passar a les mans de Sanç de Navarra, usat com garantia en la treva amb Alfons VIII de Castella. La població va pertànyer a la família Rodríguez Cisneros durant el segle xviii i va ser part de la província de Sòria fins a la creació, en 1833, de la província de Logronyo.